# Kladivo a kříž
Kladivo a kříž je vědeckofantastická knižní série amerického spisovatele Harryho Harrisona a britského akademika a spisovatele Toma Shippeyho (jenž zde používá pseudonym John Holm). Jedná se o trilogii, anglický název cyklu je The Hammer and the Cross. První dva díly, tedy Kladivo a kříž a Cesta jediného krále vyšly i souhrnně v omnibusu Warriors of the Way z roku 1995.
Příběh z alternativní historie se odehrává roku 895 n. l., kdy na Britských ostrovech vládnou vzájemně soupeřící králové, nad kterými má moc církev trestající jakýkoliv odpor. Proti ní si troufnou vytáhnout do boje skandinávští Vikingové.

## Seznam knih
Sérii tvoří tři romány vydané v letech 1993–1996.
- Kladivo a kříž, česky 2001 (anglicky The Hammer and the Cross, 1993) – 1. díl série
- Cesta jediného krále, česky 2001 (anglicky One King's Way, 1995) – 2. díl série
- Král a císař, česky 2002 (anglicky King and Emperor, 1996) – 3. díl série